# 南中部

南中部在越南的位置

南中部（越南语：／）是越南官方划分的全国8大区域之一。这一地区位于越南南部靠近南中国海沿海一带。
南中部的省份包括广义省、庆和省以及岘港市。